# Bitva u desátého milníku
Bitva u desátého milníku (Ad Decimum), někdy nazývaná také jako bitva u Kartága, se odehrála 13. září roku 533 v severní Africe, na území dnešního Tuniska, mezi armádou Vandalů, jimž velel král Gelimer, a vojskem Východořímské říše vedeným generálem Belisariem. Vítězství byzantského vojska bylo počátkem pádu Vandalského království a rozmachu Východořímské říše za vlády císaře Justiniána.

## Předehra

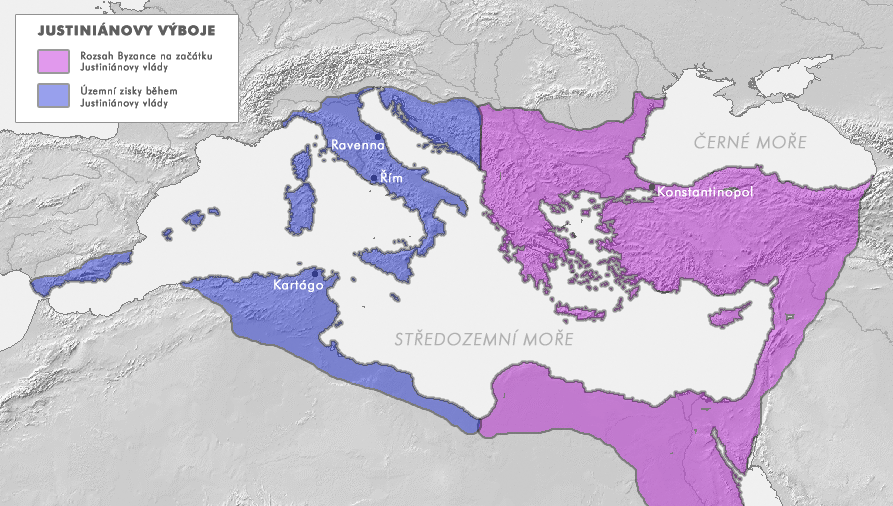
Byzantská říše ve svém největším rozsahu, modře územní zisky za Justiniána I.

Předposlední vandalský král Hilderich byl nakloněn byzantskému císaři Justiniánovi I., kterému dokonce začal platit vazalský poplatek, ale kvůli zavraždění své manželky, sestry gótského krále Theodoricha Velikého, a kvůli toleranci vůči neariánským křesťanským kultům (Vandalové byli tradičně ariánští křesťané) prudce zhoršil přátelské vztahy s gótským králem Theodatem. Roku 530 byl z těchto důvodů sesazen a uvězněn svým synovcem Gelimerem. Zpráva o Hilderichově svržení velmi pobouřila východořímského císaře Justiniána. Neúspěšné vyjednávání, podbarvené Gelimerovou arogancí, jež vedlo k dalšímu zhoršení vztahů mezi oběma říšemi, uspíšilo Justiniánovo rozhodnutí k vojenskému zásahu a navrácení Hildericha zpět na trůn. Uzavřel mírovou smlouvu s Peršany a díky tomuto zajištění východní hranice mohl uvolnit značné množství vojska. Vrchním velitelem trestné výpravy jmenoval zkušeného vojevůdce Flavia Belisaria a vyčlenil mu kromě Dvorského pluku další kvalitní byzantské jednotky, včetně proslulé spojenecké jízdy středoasijských Hunů.

Schéma vandalského plánu pro bitvu

Belisar toto přijal velmi nerad, neboť vojsko bylo unaveno z boje s Peršany. Kartágo, kde Vandalové vládli, bylo vzdáleno více než 40 dní plavby a navíc Vandalové měli nejmocnější flotilu v celém Středozemním moři. I pozemní vojsko bylo tvrdým oříškem, neboť disponovali velice dobrou jízdou, měli k dispozici až 30 tisíc jezdců. I přes očekávaný neúspěch přípravy pokračovaly. 22. června 533 byzantská flotila v počtu 500 dopravních plavidel a 92 válečných lodí vyplula z Konstantinopole. Na palubě se nacházelo 10 tisíc pěšáků, 600 Hunů, 400 Herulů a 5 tisíc jezdců složených z thráckých spojenců. Nejprve se výprava zastavila na Sicílii, aby doplnila zásoby. Zde se Belisar dozvěděl o tom, že na Sardinii vypuklo povstání a Gelimer tam poslal pod velením svého bratra Zazy celou svoji flotilu. Proto se už Belisar nemusel obávat námořního útoku. Navíc s flotilou odplulo i 5 tisíc Vandalů, takže jejich pozemní síla byla také oslabena. 31. srpna 533 se byzantské vojsko vylodilo u mysu Caput Vada asi 300 km (9 dnů pochodu) jihovýchodně od Kartága. Hned další den padlo město Sullekthum, kde Belisar zajal Gelimerova kurýra. Po výslechu ho poslal ke Gelimerovi s tím, že přišel dosadit na trůn právoplatného krále a proto ať se raději vzdá. Gelimer odmítl a nechal popravit Hildericha i s celou jeho rodinou.

## Střetnutí

Schéma první fáze bitvy

Schéma druhé fáze bitvy

Schéma třetí fáze bitvy

Byzantinci na cestě do Kartága museli projít dlouhou a úzkou soutěskou nazvanou Ad Decimum podle milníku, který označoval vzdálenost deseti mil od Kartága (dnešní Sidi Fathallah, předměstí Tunisu). Gelimer tam přichystal plán útoku. Chtěl rozdělit svoji armádu do tří částí: jeho bratr Ammatas měl Byzantince zdržet v soutěsce, poté měl náhle na bocích zaútočit jeho synovec Givamund se dvěma tisíci jezdci a aby Byzantinci nemohli utéct, měl sám Gelimer s hlavní sílou zaútočit zezadu.
Belisarius byl zaštítěn loďstvem, z jehož ozbrojených posádek hodlal v případě nouze vytvořit pomocné oddíly pěchoty. Spěšně pochodoval na Kartágo a každou noc stavěl opevněný tábor a neponechával nic náhodě. Zakázal vojsku plenit, protože potřeboval podporu místního obyvatelstva. Zprávy zvědů jej totiž varovaly, že i přes oslabení vandalské válečné moci výpravou na Sardinii může Gelimer stále shromáždit až 60 tisíc bojovníků. Sjíždějící se vandalské jízdní oddíly narážely náhodně na byzantské šiky, ale jejich sebevědomí při těchto střetnutích rychle bralo za své. I přes svou dřívější pověst vůbec nebyli schopni bránit se například prudkému útoku středoasijských Hunů.
Ještě důležitější se později ukázalo drobné střetnutí, ve kterém byl zabit Gelimerův milovaný nejmladší bratr Ammatas. Belisar se dostal až k soutěsce, kde se utábořil a poslal na průzkum Jana z Arménie s polovinou pluku jezdců. Přesně v tom okamžiku z Kartága vyrazil Gelimerův bratr Ammatas. Obě průzkumné jednotky se náhle setkaly uprostřed soutěsky, jak Byzantinci, tak Vandalové byli velice překvapeni. Jako první se vzpamatovali Vandalové, zuřivě se vrhli na Byzantince a díky lepší výbavě jich mnoho pobili. Náhle ale vzduchem něco zasvištělo a Ammatas náhle spadl z koně s oštěpem v čele. Jakmile se jeho jezdci o jeho smrti dozvěděli, ztratili odvahu a prchali. Joann se je vydal pronásledovat. V soutěsce potkal mnoho malých skupinek Vandalů, kteří když viděli, že jejich jezdci prchají, mysleli si, že je bitva ztracena. Navíc v soutěsce, kde nebyl vidět jasný počet jezdců, vypadala řvoucí eskadra poněkud děsivě. Nakonec 300 Joannových jezdců hnalo před sebou asi 3 tisíce Vandalů. Joann dokázal Vandaly pronásledovat až k samotnému Kartágu, kde se zbytek pronásledovaných skryl za hradby.
Pláň před městem vypadala jako po velké bitvě. Během pronásledování navíc narazil Gelimerův synovec Givamund se dvěma tisíci jezdci na Huny. Poněvadž si myslel, že mu početní převaha přinese vítězství, zatroubil k útoku. Hunští jezdci ale tvořili elitu byzantské armády, byli schopni zasypávat protivníky šípy za rychlé jízdy a navíc dovedli dobře bojovat i na blízko. Zbraně na blízko ale nebyly nyní potřeba, neboť Vandalové se obrátili na útěk již pod záplavou šípů. Hunové se je poté vydali také pronásledovat a do posledního je pobili.
Jak Belisar, tak Gelimer o obou šarvátkách vůbec nevěděli. Belisar ponechal pěchotu v táboře a vydal se se svými jezdci do soutěsky. K milníku dorazili jako první thráčtí spojenci a s překvapením tam našli mrtvoly z první srážky. Mezitím se Gelimer toulal se svým vojskem o síle nejméně 30 tisíc vandalských jezdců a pěšáků po okolí a hledal byzantský tábor. Marně čekal na zprávu od Ammatase, který byl už mrtvý. Rozhodl se tedy zamířit k soutěsce, kde se zrovna nacházel vůdce thráckých Gótů Pharas se svými muži, který aby se lépe zorientoval a mohl pomoci Joannovi pronásledujícímu Vandaly ke Kartágu, vystoupil na pahorek. Zde spatřil vojsko Gelimera, jenž jej ihned díky své obrovské početní převaze celkem snadno vytlačilo a obsazením pahorku rozdělilo byzantské vojsko vedví. Díky tomu mohl Gelimer uštědřit Belisarovi rozhodující porážku. Vzápětí se však dozvěděl o smrti svého bratra Ammatase a propadl naprostému zoufalství a žalu. Pak se dozvěděl i o osudu Givamunda, zhroutil se, nebyl schopen vydávat rozkazy a přestal brát na vědomí svoji armádu, která se tak ocitla bez velení.
Díky tomu měl Belisarius dost času rozvinout jádro svého vojska a napadnout hlavní síly nepřítele. Rychle své jednotky poslal na výšiny na obou stranách a odtud zaútočil na Vandaly. Za neustálého ostřelování salvami šípů vyrážely na nepřítele šiky jízdy i pěchoty a pokaždé se zase stahovaly. Totálně dezorientovaní Vandalové neměli šanci, jejich nekoordinované pokusy o protiútok byly smetávány novými salvami od lučištníků. Za půl hodiny po počátku bitvy začali zbylí Vandalové chaoticky prchat. Tři setniny jízdy při tomto úprku narazily na Huny, kteří Vandaly zahnali do slané bažiny. Kdo se v ní neutopil, toho Hunové podřezali. Gelimer sice stačil uprchnout, ale vítězství bylo jinak dokonalé. Druhého dne odpoledne přitáhl Belisar s pěším vojskem k hradbám Kartága a večer před městským přístavem zakotvila i byzantská flotila. Následujícího rána, 15. září 533 vstoupil Belisar do Kartága a jménem císaře Justiniána slavnostně vyhlásil převedení starých římských provincií africké diecéze (Numidii, Zeugitanu, Byzacenu a Tripolitanu) pod byzantskou jurisdikci. Gelimer byl Belisarem opět poražen o tři měsíce později (15. prosince 533) v bitvě u Tricamara, čímž 94 let trvající vandalská nadvláda skončila definitivně.

## Důsledky

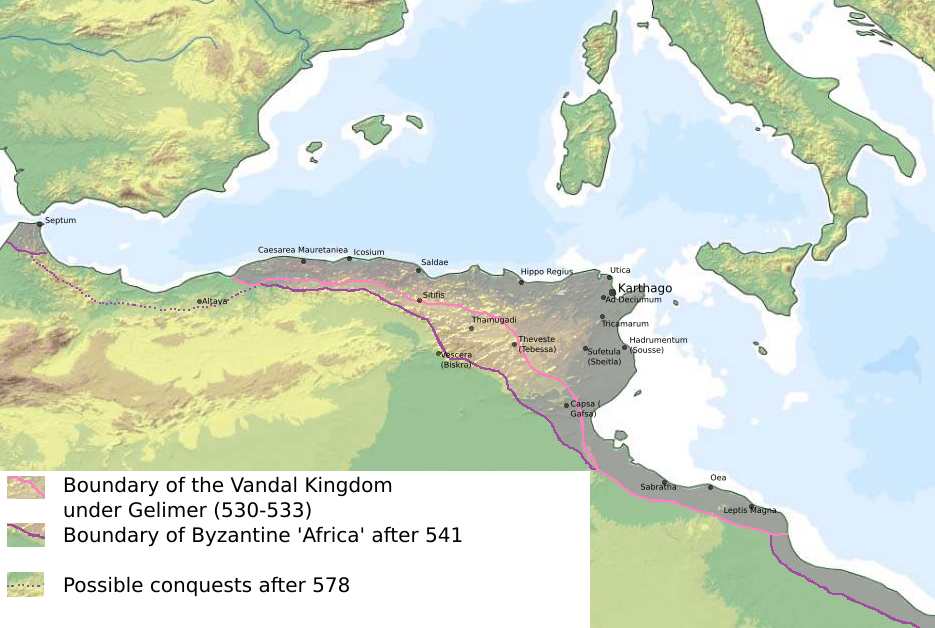
Území získané Byzantské říší vítězstvím ve vandalské válce.

Podle letopisce Prokopia Belisarius později pravil, že se cítí jako šachista, jehož protivník zahodil hru a obětoval všechny své figury. Kartágo přivítalo Belisaria a jeho vojáky otevřenými branami jako osvoboditele od stoleté vandalské nadvlády. Jeho zbývající vandalská posádka uprchla dílem po souši, dílem po moři, čímž nechala přístav, pro případ útoku od moře chráněný trojitými masivními řetězy, otevřený i pro byzantské loďstvo. Zhroucení vandalské armády, která nebyla schopna klást jakýkoliv účinný odpor vycvičeným a ukázněným byzantským oddílům, jakož i nekompetentnost krále a celého vandalského velení, předznamenaly pád vandalského království a jeho definitivní zánik o rok později.